# 안다만 제도

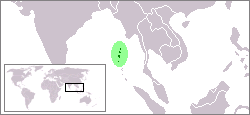
안다만 제도의 위치

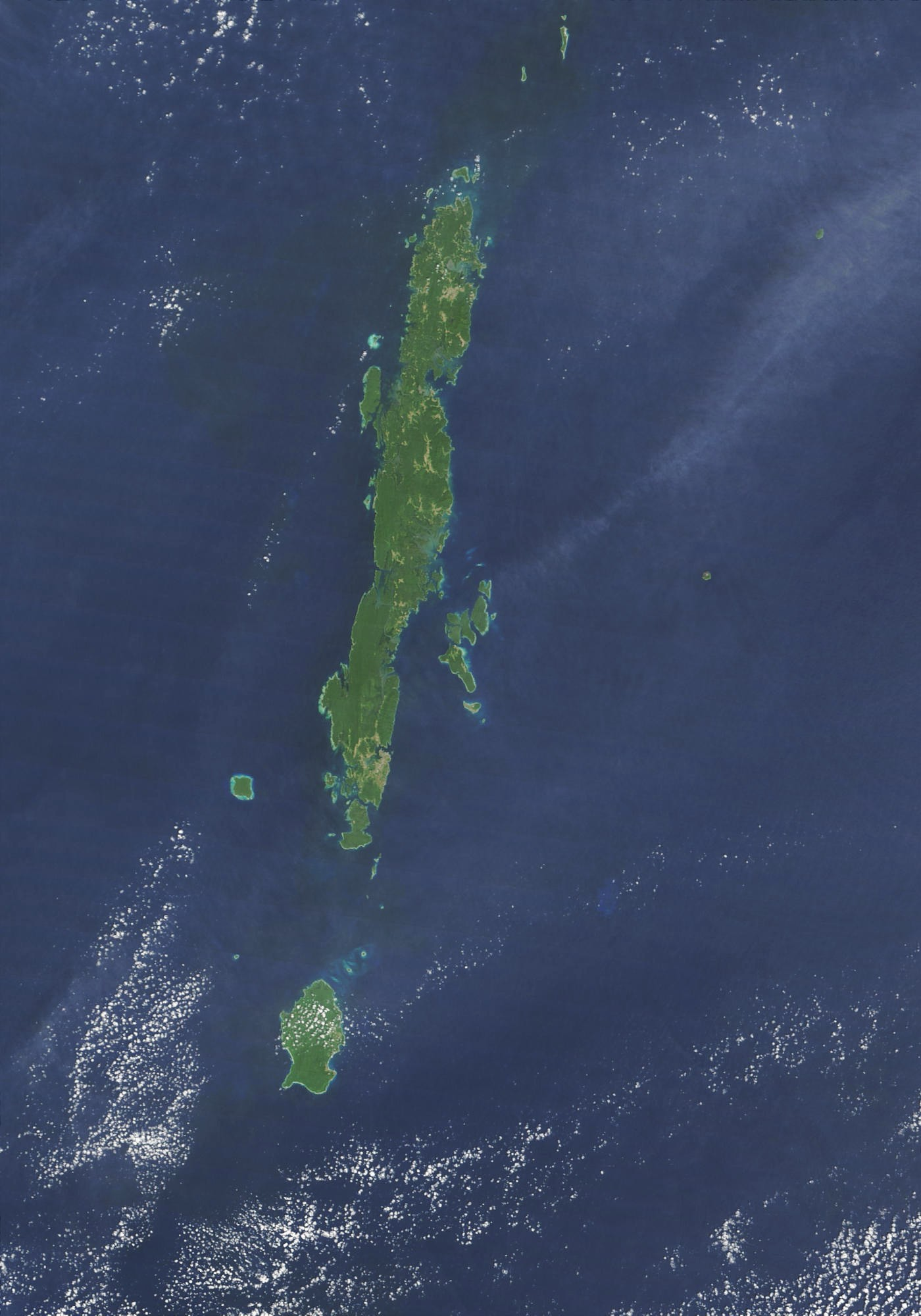
안다만 제도의 위성 사진

안다만 제도(벵골어: আন্দামান দীপপুঞ্জ, 힌디어: अण्डमान द्वीप समूह əŋdmɑːn d̪ʋiːp səmuːɦ, 영어: Andaman Islands)는 벵골만에 위치한 제도로, 행정 구역 상으로는 인도 안다만 니코바르 제도에 속한다.
576개 섬으로 이루어져 있으며, 그 중 26개 섬에 사람이 살고 있다. 인도 후글리강 하구에서 950km, 미얀마로부터 193km, 수마트라섬으로부터 547 km 떨어져 있다. 제도 전체의 길이는 352km, 폭은 51km이다. 전체 면적은 6408 km2이다.

## 역사
원주민인 안다만족은 선사시대에 안다만 제도에 들어온 이후 수만 년 간 외부와 단절된 채 수렵채집사회를 이루어 생활해왔다.
19세기 중반부터 인도를 차지한 대영제국의 개발로 인도 등지에서 외부인들이 유입되기 시작했으며 이때 전염병과 거주지의 축소로 원주민 인구가 급감하였다. 현재 대부분의 인구는 인도 본토인으로 안다만 원주민은 보호구역 내에서 다소 격리된 채 살고 있다.
2004년 12월 26일에, 안다만 제도의 해안은 2004년 인도양 지진 해일 사태에 수반된 10 미터 높이의 해일에 의해 황폐화되었다.

## 지도
| 가잔 열도갠지스강고다바리강고비 사막나일강류큐 열도남중국해노르웨이해뉴기니섬네푸드 사막다싱안링산맥다뉴브강동시베리아해동중국해동해둥베이 · 평원랍테프해룹알할리 사막레나강마다가스카르섬마리아나 제도마르마라해말레이반도메콩강몰디브 제도몽골고원바렌츠해바이칼호바탄 제도발리섬발트해발하시호백해베링해벵골만보르네오섬북극해북해볼가강북드비나강브라마푸트라강사할린섬샤오싱안링산맥세이셸 군도소코트라섬수마트라섬술라웨시섬스리랑카섬스칸디나비아반도스타노보이산맥스프래틀리 군도시나이반도새머리싱가포르섬아나톨리아아덴만아라비아반도아라비아해아라푸라해아랄해아무르강아조프해아프리카의 뿔안다만 제도알타이산맥알류샨 열도에게해예니세이강오가사와라 제도오만만오비강오스트레일리아오호츠크해우랄강우랄산맥유프라테스강이란고원인더스강인도 아대륙인디기르카강인도양 (북부)인도차이나반도일본 열도자와섬주강장강치롄산맥카라해카라코람카스피해캄차카반도캅카스산맥캐롤라인 · 제도콜리마강쿠릴 열도쿤룬산맥크리스마스섬타이만대만타클라마칸 사막북태평양톈산산맥통킹만티그리스강티모르섬티베트고원파라셀 제도파미르페르시아만페초라강프라타스섬필리핀 제도필리핀해하이난한반도항가이산맥호르무즈홋카이도홍해화베이 · 평원황하황해흑해히말라야산맥힌두스탄 · 평원힌두쿠시class=notpageimage\| 아시아의 주요 지리 |

## 같이 보기
- 남안다만섬
- 안다만족
- 안다만 제어
- 센티넬족 - 세계에서 얼마 남지 않은 미접촉부족 중 하나
- 안다만딱따구리